# 厦門大学
厦門大学（アモイだいがく、英語: Xiamen University（XMU），ラテン語：Universitas Amoiensis）は、中国福建省厦門市思明区思明南路422号に本部を置く中国の国立大学。1921年創立、1921年大学設置。大学の略称は厦大（シアダー）。
中華人民共和国教育部直属の国立総合大学であり、211工程、985工程、双一流に選ばれた国家重点大学である。
中国の副部級大学の一つであり、国家重点実験室も持っている。陽明学の言葉「明々徳」を校訓としている。数学、金融で有名。

## 概要
1921年、華僑リーダーである実業家陳嘉庚が創設。華僑創設の大学としては歴史上初。1937年、南京国民政府の主導により国立の廈門大学となる。南京条約による共同租界という性格上、国際的な教授陣に恵まれた。林語堂、魯迅も教鞭をとったことで知られる名門大学。1945年まで続く日本海軍の占領下でも大学自治は保たれ、その後の国共内戦を経て1949年10月に共産党軍に占領されるまで、多くの外国人研究者を擁していた。中国共産党の主導により学部の解体など幾度の変遷を経て、現在では6学群（30学院、16研究院）に約40,000人（学部生：20,651人，修士課程：16,712人，博士課程：4,737人，うち留学生：約1,208人/研修生除く）が学ぶ総合大学となっている。大学関係者のうち中国科学院と中国工程院の院士は60人にも達している。キャンパスの中には全国重点文物保護単位に認定されている建物群がある。地元の人からは「厦大」（シャーダー）の名で親しまれ、海外からの観光客もやって来る有名な観光地でもある。瑠璃瓦の建物がクラシックな雰囲気で、キャンパスには熱帯の植物が生い茂っている。2012年マレーシア校設立決定。中国の国立大として初となる快挙である。2015年度より募集開始。

## 沿革
- 1921年　「私立廈門大学」として創設
- 1924年　学園紛争で一部教員学生が分離、上海に移転、大夏大学（現華東師範大学）を創設
- 1937年　「国立廈門大学」に改称
- 1938年　福建省長汀県に移転
- 1946年　福建省廈門市に移転
- 1950年　廈門大学に改称
- 1952年　工学部航空学科を分離し、北京航空学院（現北京航空航天大学）を創設
- 1952年　工学部電機、土木、機械学科の一部を浙江大学に編入
- 1952年　工学部電機、機械学科の一部を南京工学院（現東南大学）に編入
- 1952年　工学部土木、建築学科の一部を同済大学に編入
- 1952年　工学部水利学科を分離し、華東水利学院（現河海大学）を創設
- 1952年　理学部海洋学科物理コースを山東大学に編入
- 1952年　ロシア語コースを南京大学に編入
- 1952年　福州大学財政経済学部を廈門大学に編入
- 1952年　農学部を分離し、福建農学院（現福建農林大学）を創設
- 1952年　政法学部を分離し、華東政法学院（現華東政法大学）を創設
- 1953年　商学部企業管理学科を上海財経学院（現上海財経大学）に編入
- 1954年　文学部教育学科を福建師範教育学院（現福建師範大学）に編入
- 1958年　化学科、物理学科、数学科の一部を福州大学に編入
- 1959年　理学部海洋学科を山東海洋学院（現中国海洋大学）に編入
- 1962年　国家重点大学に認定
- 1963年　教育直属国家重点総合大学に認定
- 1969年　華僑大学外国語学科を廈門大学に編入
- 1969年　福建省管轄となる
- 1970年　集美航海学校を廈門大学に編入
- 1973年　航海学科を分離し、集美航海学校（現集美大学）を創設
- 1978年　教育部直属全国重点大学となる
- 1995年　「211工程」に選ばれる
- 2001年　「985工程」に選ばれる
- 2001年　漳州キャンパス着工
- 2002年　ソフトウェア工学部の設立
- 2003年　漳州キャンパス完工
- 2004年　「985工程」二期重点建設大学に選ばれる
- 2010年　翔安キャンパス着工
- 2012年　廈門大学マレーシア校着工（2015年9月より募集開始）

## 中国における大学ランキング
- 11位（THE 2015）
- 12位（US News 2015）
- 16位（QS 2015）
- 20位（ARWU 2015）
- 23位（NTU Ranking 2015）
- 3位 （工商管理教育部评估）

## 大学紹介[2]

### 廈門
廈門市は中国東南部に位置する，美しくかつ現代的な海浜都市で，中国5つの経済特区の1つ，海越しに台湾を望んでいる。アメリカ前大統領リチャード・ニクソンに「東洋のハワイ」と褒め称えられたことに，美しい景色と快適な気候をもって「国連人間居住賞」，「国際庭園都市」，「中国優秀旅行都市」などの称号を得ている。更に，2005年より，3年毎に選ばれる「全国文明都市」に3回連続全国1位の栄冠に輝いている。中国歴史上，廈門は「五口通商」によって開かれた港の1つで，長い歴史を持つ閩南文化が近代西洋文化と相まって，独特な海浜都市風景を形成している。純朴な民風，居心地のよい環境は，仕事，勉強，そして生活にぴったりの町である。

### 華僑創立・南方之強
廈門大学は1921年に，華僑リーダである実業家陳嘉庚が「教育は立国の基」との信念を抱え，生まれ故郷である廈門で創設した史上初となる華僑創設の大学である。中国の経済特区地域において唯一の「211工程」（21世紀に向け，約100校の重点大学と重点学科を設立することを目的として，予算の重点配分を行う中国教育部の教育振興策）と「985工程」（世界一流の大学及び国際的に高い知名度を有する一群のハイレベルの研究型大学の構築を目指した国家プロジェクト）に選ばれた国家重点大学である。中国の東南地域において，学術レベルが一番高く，一番優れている総合大学として，よくその名が知られている。建学95年来，国内外で活躍する25万人を越える学生を育成してきた。

### 海浜花園学園

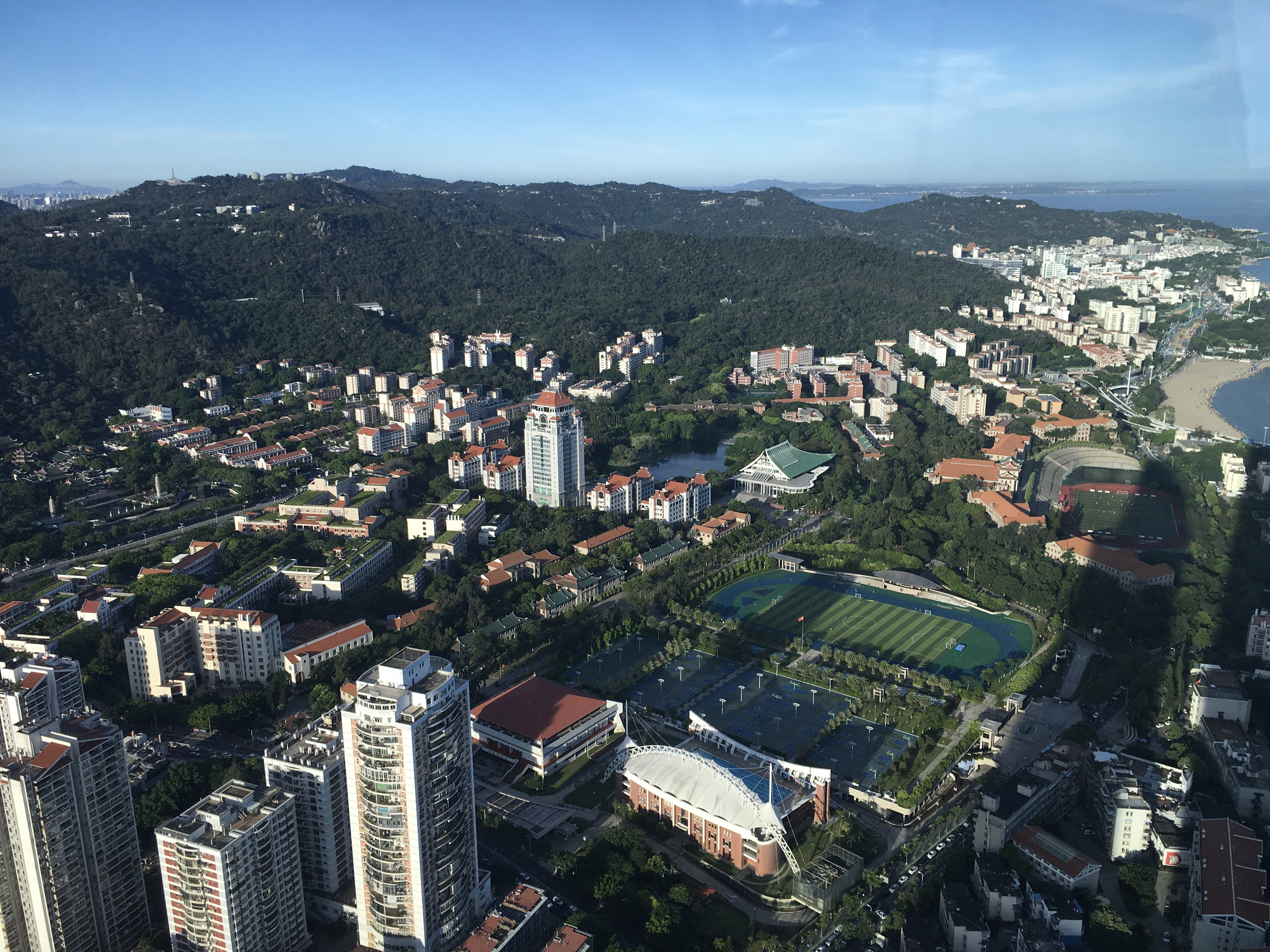
廈門大学学園

廈門大学は廈門湾，海越しに台湾を望む「海上の花園」と呼ばれる廈門島の一番景色の良い場所に校舎があり，中国一閑静で美しい学園環境を誇っている。思明キャンパスは廈門島の南端に位置し，正門は千年古刹南普陀寺風景区，白城校門は美しいビーチと胡里山砲台と接している。翔安キャンパスは，廈門市翔安区に位置し，北は香山風景区，南は海に接しており，美しい景色を保持しながら，交通の便も良い。キャンパス内は，山あり水あり花もあり，中国と西洋が1つになって釣り合っている「嘉庚式建築」はこの上もない精妙な学園建築群を創り出している。

### 教授陣・優勢学科
廈門大学は，積極的に海外からの人材を受け入れており，2020年現在の専任教師数は2,708名で，海外で博士号を取得した優れた教授陣が中心となって活躍している。大学関係者のうち中国科学院と中国工程院のアカデミー会員は60名にも達している。28の研究科・学部（76の学科）と14の研究院，150の研究機関を持ち，187の博士課程，276の修士課程，83の学部専攻で学生を募集しており，人文科学，社会科学，自然科学，工学，経営科学，芸術学，医学などが揃った学科体制を誇っている。在学生数は約40,000人で，うち留学生数は約1,657人である。

### 国際交流
廈門大学は終始開放式建学を堅持し，国際化戦略を実施してきた。積極的に国際交流及び学際交流に取り組み，300以上の海外の大学と協定・提携を結んでおり，学生・研究者交流，共同研究など多角的に国際大学連携に力を入れている。また、日本の明治大学やアメリカのワシントン大学を含む世界の8つの大学と「グローバルU8コンソーシアム」（Global U8 Consortium）を結成するなど、多角的な国際大学連携に力を入れている。更に，中国語の国際的普及を推進し，北アメリカ，ヨーロッパ，アフリカなどの地域における大学との協力で設置された16校の孔子学院は国際文化交流に重要な役割を果たしている。学生には在学中に海外名門大学への交換留学の道も開かれている。

### 留学生の受け入れ・奨学金制度
留学生教育をいち早く展開した先駆大学の一つとして、廈門大学は中欧文化交流に力を入れており，1956年から国際通信教育をし始め、1981年からは留学生を受け入れてきた。この50年間，100以上の国・地域からの40,000人に及ぶ留学生を受け入れてきている。廈門大学の学費，寮費，生活費などは，国内外の同様の研究型大学と比べ比較的安いため，志願理由のメリットの一つとなっている。優秀な留学生には中国政府奨学金，孔子学院奨学金，福建省政府奨学金と廈門大学奨学金など多数の奨学金が設けられている。奨学金は，学費，生活費，寮費，医療費，保険料などを部分的または全額負担する。

### 寮・食堂
廈門大学留学生寮は清潔で，海向き且つ清新な空気，公共設備が完備されている。海外学生サービスセンターでは食事，カフェ，日常用品の買い入れなどの行き届いたサービスを提供している。学内には十数軒の食堂があり，全国各地の風味を味わうことができる。

### 図書館
廈門大学には教育・研究設備と公共サービスが完備されている。附属図書館の蔵書量は430万冊（電子図書37,330GB），学園高速インターネットなどは全国大学のトップを走っている。図書館では100以上の分野における学術研究データベースを無料で提供している。在学生は各種文献のオンライン検索や印刷ができるだけでなく，国内外の名門大学の図書館との相互利用サービスをも提供している。

### キャンパスライフ
廈門大学には，100以上の国や地域からの4,000名を越える留学生（短期研修含む）が学んでおり，異国で不自由なく生活できるよう，多角的に支援を行なっている。2週間ごとに行われる「学長朝食会」，毎週行われる中国語コーナー，日本語コーナー，英語コーナーなどの語学サロンでは，中国人学生と教職員との交流を深める場が設けられている。また，留学生の習慣を尊重しており，クリスマスやソンクラーンなどの年中行事も共に祝える。学内の芙蓉湖畔では留学生が太極拳，太極剣などを練習しており，独特な学園人文風景となっている。大学は学生の素質教育に力を入れており，学生の徳，知，体，美などが全面的発展を目標に，多彩なイベントを開き，国内外の学生同士の異文化交流と中外文化の融合に力を入れている。毎年行われる「漢語橋」スピーチコンテストは，在中留学生の学習成果を披露する全国大会となっているだけでなく，ほかに，「廈門国際マラソン大会」，「学園歌手Top10」，「外国語カラオケ大会」など多彩な文化活動は留学生に好まれている。学内にはサッカー場，テニスコート，プール，ゴルフ場，楽器ルーム，音楽ホールなどの体育・文化施設が完備されている。

### 研究
ここ数年、科学研究においては華々しい成果を上げ続けてきている。自然科学研究においては、国家科学技術部および国家自然科学基金におけるプロジェクトが700件にも達し、『Science』、『Nature』（姉妹誌を含む）、『Cancer Cell』、『The Lancet』などの国際的に特に権威のある学術誌に16本の論文を発表している。人文科学・社会科学研究においても研究実績を重ねてきており、特に南洋研究、台湾研究、高等教育学研究、経済学研究、会計学研究などの専門分野の研究実績においては、国内トップクラスにランクインしている。

### インターネットにおける人気
廈門大学は中国のインターネットにおいて『中国で最も美しい大学』として名声を受けており、キャンパスの美しさでは国内では武漢大学と双璧をなす。また、『花开不败，厦大等我』(花盛り不敗,厦大待って)というスローガンが有名。

### 教育
英語による授業（学部）：
- 経済学

経済学は廈門大学の重点学科で，国際化経営理念に沿って英文教材を使い，英語で授業をする国際教育プログラム。
外国人留学生（英語による授業）学部専攻一覧
- 経済学専攻
- 臨床医学専攻

英語による授業（大学院国際修士プログラム）：
国際化教育を推進するため，複数の国際修士プログラムを設置している。本プログラムは2年制で，全科目英語による授業，高度な専門知識と中国社会や文化に関する理解をも備えたハイレベルの国際的専門人材の育成を目指している。
人文学研究科
- 中国哲学

法学研究科
- 民商法

国際関係学研究科
- 国際関係

経済学研究科
- 国際貿易
- 経済学

海洋海岸帯発展研究院
- 海洋事業

化学工学研究科
- 化学工学
- 物理化学

王亜南経済研究院
- 金融学
- 金融工学
- 西洋経済学
- 数量経済学

財務会計研究院
- 財務学

### 学部・学科
人文学部
- 中国言語文学科
- 演劇・映画学科
- 歴史学科
- 考古学科
- 哲学科
- 人類学科

ジャーナリズムコミュニケーション学部
- 新聞学科
- 放送学科
- 広告学科

外国言語文化学部
- 英語・英文学科
- 日本語・日本文学科
- フランス語・フランス文学科
- ヨーロッパ言語・文学科（ロシア語・ドイツ語・スペイン語）
- 大学外語教学部

法学部
- 法学科

公共事務学部
- 政治学科
- 公共管理学科
- 社会学科

国際関係学部
- 国際政治学科

経済学部
- 経済学科
- 金融学科
- 金融工学科
- 保険学科
- 財政学科
- 税務学科
- ネット経済学科
- 統計学科
- 情報管理＆情報システム学科
- 国際経済貿易学科
- マネジメント学科

経営学部
- 会計学科
- 経営学科
- 経営科学科
- 観光経営学科

芸術学部
- 音楽学科
- 音楽演出学科
- 美術学科
- デザイン学科
- 絵画学科

数学科学部
- 応用数学科
- 計算数学科

物理科学技術学部
- 物理学科
- 天文学科

#### 電子科学技術学部
- 電子工学科
- 電子科学科
- マイクロ電子工学科

#### 宇宙航空学部
- 機器と電気学科
- 機電工学科
- 動力工学科
- 航空工学科
- オートメーション学科

化学工学部
- 化学科
- 化学生物工学科
- 化学生物学科
- 生物工学科

材料工学部
- 材料科学科
- 生物材料学科

生命科学部
- 生物学科
- 生物技術学科
- 生物医学科
- 農業生物技術学科

海洋地球学部
- 海洋学科
- 海洋技術学科

環境生態学部
- 環境科学科

情報科学技術学部
- コンピュータ科学科
- 自動車学科
- 電子工学科
- 通信工学科
- AI技術学科

ソフトウェア工学部
- ソフトウェア工学科
- デジタルデバイス学科

土木建築工学部
- 建築学科
- 土木工学科
- 都市計画学科

医学部
- 臨床医学科
- 中医学科
- 看護学科
- 歯科学科

薬学部
- 薬学科

公衆衛生学部
- 予防医学科
- 医療検査技術学科

海外教育学部
- 中国語学科

国際学院
南洋研究院
台湾研究院
教育研究院
国学研究院
王亜南経済研究院
エネルギー研究院
生涯教育職業教育学院

### 大学院・専攻
人文学研究科
- 比較文学・世界文学
- 中国語文字学
- 考古学
- 科学技術哲学
- 倫理学
- 論理学
- マルクス主義哲学
- 民族学
- 人類学
- 世界史
- 外国哲学
- 文芸学
- 演劇・映画学
- 芸術学理論
- 言語学・応用言語学
- 中国古代文学
- 中国古典文献学
- 中国少数民族史
- 中国史
- 中国現代文学
- 中国哲学
- 宗教学
- 文物・博物館（専門職），

ジャーナリズム・コミュニケーション学研究科
- コミュニケーション学
- 広告学
- 新聞学
- ジャーナリズム・コミュニケーション（専門職）

外国言語文化研究科
- 英語・英文学
- 日本語・日本文学
- ロシア語・ロシア文学
- フランス語・フランス文学
- ドイツ語・ドイツ文学
- 外国語・応用言語学
- 英語翻訳（専門職）
- 英語通訳（専門職）
- 日本語翻訳（専門職）
- 日本語通訳（専門職）

経済学研究科
- 保険学
- 財政学
- 産業経済学
- 発展経済学
- 経営経済学
- 国際金融学
- 国際経済学
- 国際貿易学
- 国民経済学
- 金融工学
- 金融学
- 経済史
- 経済思想史
- 労働経済学
- エネルギー経済学
- 地域経済学
- 人口・資源・環境経済学
- 世界経済
- 数量経済学
- 統計学
- 西洋経済学
- 政治経済学
- 保険（専門職）
- 国際商務（専門職）
- 金融（専門職）
- 税務（専門職）
- 応用統計（専門職）
- 資産評価（専門職）

王亜南経済研究院
- 金融学
- 労働経済学
- 地域経済学
- 数量経済学
- 統計学
- 西洋経済学
- 金融（専門職）
- 応用統計（専門職）

経営学研究科
- 財務学
- 経営工学
- 会計学
- 技術経済経営
- 企業経営
- マーケティング論
- 経営工学（専門職）
- 経営学（専門職）
- 会計（専門職）
- 観光経営（専門職）
- 監査（専門職）
- ロジスティクス工学（専門職）

財務会計研究院
- 財務学
- 会計学

法学研究科
- 法律史
- 法学理論
- 国際法
- 環境・資源保護法
- 経済法
- 民商法
- 訴訟法
- 憲法・行政法
- 刑法
- 法律［法学］（専門職）
- 法律［非法学］（専門職）

知的財産研究院
- 知的財産
- 法律［法学］（専門職）

公共事務研究科
- 国際政治
- 行政管理
- 科学社会主義・国際共産主義運動
- 人口論
- 社会保障
- 社会学
- 公共経営（専門職）
- 社会福祉（専門職）

公共政策研究院
- 公共政策
- 人口論
- 資源・環境経済学
- 教育経営（専門職）

芸術学研究科
- 美術学
- デザイン学
- 音楽・舞踊論

海外教育研究科
- 中国語教育学
- 言語学・応用言語学
- 中国語国際教育（専門職）

南洋研究院
- 国際関係
- 世界経済
- 中国史

マルクス主義研究科
- 海外マルクス主義研究
- マルクス主義発展史
- マルクス主義基本原理
- マルクス主義中国化研究
- 思想政治教育
- 中国共産党史
- 中国近現代史基本問題研究

台湾研究院
- 地域経済学
- 中国史
- 中国現代文学
- 中外政治制度

教育研究院
- 比較教育学
- 発達・教育心理学
- 高等教育学
- 国防教育学
- 教育経済・経営
- 教育史
- カリキュラム・教授法

体育教育学研究科
- 民族伝統教育学
- 体育教育訓練

物理機電工学研究科
- 計測技術・機器
- 車両工学
- 電磁場・マイクロ波技術
- 電気検知技術・機器
- 飛行機設計
- 太陽光学
- 光学
- 航空宇宙推進理論工学
- 航空宇宙製造工学
- 機械電子工学
- 機械設計理論
- 機械製造・自動化
- 精密機器・機械
- 理論物理
- 物性物理
- 生物物理・ソフト物性
- マイクロ電子工学・ソリッドステート
- 放射物理
- 物理電子工学
- トランスレーショナル医療
- 電子通信工学（専門職）
- 機械工学（専門職）
- 精密機器工学（専門職）

薩本棟マイクロナノ科学技術研究院
- 計測技術・機器
- 回路システム
- 太陽光学
- エネルギー化学工学
- 生物医工学
- マイクロ電子工学・ソリッドステート

化学工学研究科
- 分析化学
- 高分子物理化学
- 工業触媒
- 化学工学
- 化学工芸
- 化学生物学
- ナノ材料学
- 生物化学工学
- 無機化学
- 物理化学
- 応用化学
- 有機化学
- 化学工学（専門職）

材料工学研究科
- 材料加工学
- 材料物理化学
- 材料学
- 高分子物理化学
- 固体力学
- ソフト物性・機能材料
- 生物医工学
- 材料工学（専門職）

生命科学研究科
- 動物学
- 発生生物学
- 生物化学・分子生物学
- 水生生物学
- 微生物学
- 細胞生物学
- 遺伝学
- 植物学
- トランスレーショナル医療

海洋地球学研究科
- 海洋地質
- 海洋科学
- 海洋生物技術
- 海洋生物学
- 海洋物理
- 物理海洋学

環境生態学研究科
- 環境工学
- 環境管理
- 環境科学
- 生態学

海洋海岸帯発展研究院
- 海洋事業

数学科学研究科
- 確率論・数理統計学
- 基礎数学
- 計算数学
- 応用数学
- オペレーションズリサーチ・制御理論

情報科学技術研究科
- ナビゲーション
- 誘導・制御機器
- 電磁場・マイクロ波技術
- 回路システム
- 光工学
- 検知技術・自動化機器
- 制御理論工学
- パターン認識・知能システム
- 通信情報システム
- マイクロ電子工学・固体電子工学
- 放射物理
- 物理電子工学
- システム工学
- 信号情報処理
- 知能科学技術
- 電子通信工学（専門職）
- 集積回路工学（専門職）
- 計算機技術（専門職）
- 制御工学（専門職）

ソフトウェア工学研究科
- 計算機科学技術
- ソフトウェア工学
- デジタルメディア技術

土木建築工学研究科
- 都市地域計画
- 防災・緩和工学
- 機械工学
- 建築技術科学
- 建築史理論
- 建築設計論
- 構造工学
- 流体力学
- 橋梁・トンネル工学
- 土質工学
- 一般力学・力学基礎
- 建築学（専門職）
- 土木建築工学（専門職）

医学研究科
- 病理学・病態生理学
- 小児科学
- 耳鼻咽喉科
- 産婦人科
- 産科
- 精神医学
- リハビリテーション医学
- 臨床病態検査医学
- 麻酔学
- 免疫学
- 内科学
- 皮膚科・性病学
- 精神病理学
- 生理学
- 外科学
- 微生物学
- 眼科学
- 薬理学
- 医用画像処理・核医学
- 鍼灸あん摩学
- 中医婦人科学
- 中医内科学
- 腫瘍学
- 触媒医学

公衆衛生学研究科
- 社会医療・公衆医療管理
- 政治学理論
- 中外政治制度
- 児童健康・母子保健医学
- 労働衛生・環境衛生学
- 流行病・医療統計学
- 社会医学・医療事業管理
- 衛生毒理学
- 栄養・食品衛生学
- 触媒医学

薬学研究科
- 化学生物学
- 薬剤学
- 薬理学
- 薬物分析学
- 薬化学
- 触媒医学

エネルギー研究院
- 太陽光学
- 核材料工学
- エネルギー効率工学
- エネルギー化学工学
- 材料工学（専門職）

### 附属研究機関
- 歴史研究所
- 人類学研究所
- 中国言語文学研究所
- 米国史研究所
- 哲学研究所
- 宗教学研究所
- コミュニケーション学研究所
- 古籍研究所
- 仏学研究センター
- 道学・伝統文化研究センター
- 日本研究所
- 日本語教育研究センター
- 外国言語文学研究所
- バイリンガル詞典&言語文化研究センター
- 海外試験センター
- 法律修士教育センター
- 人口研究所
- 政治学&行政学研究所
- 公共管理&政策分析研究センター
- 社会発展研究センター
- ニュージーランド研究センター
- 経済研究所
- マクロ経済研究センター
- WTO研究センター
- SYNNEX研究発展センター
- 数学研究所
- 保険数理学研究センター
- 技術物理研究所
- 精密工学研究所
- 半導体光子研究センター
- 生物エネルギーセンター
- 実験動物センター
- 亜熱帯海洋研究所
- 環境科学研究センター
- 海洋政策&法律センター
- 集成回路設計工学技術研究センター
- 人工知能研究所
- 言語技術センター
- システム工学研究室
- ソフトウェア研究開発センター
- マレーシア研究所
- 台湾研究センター
- 高等教育科学研究所
- 高等教育発展研究センター
- 試験研究センター
- 海外華文教育研究所
- 外文学院教学実験センター
- 欧州研究センター
- 国際経済法研究所
- 民商法研究所
- 国家農村社会保険研究センター
- 福建女性発展研究センター

### 附属機関・施設
- 附属幼稚園
- 附属演武小学校
- 附属実験小学校（漳州）
- 附属音楽学校
- 附属科技中学校
- 附属実験中学校（漳州）
- 附属中山医院
- 附属第一医院
- 附属東南医院
- 附属東方医院
- 附属福州第二医院
- 附属廈門眼科中心
- 附属成功医院
- 附属翔安医院

### キャンパス
- 廈門キャンパス（廈門市思明区）：面積146万㎡
- 漳州キャンパス（福建省漳州市）：面積171万㎡
- 翔安キャンパス（廈門市翔安区）：面積243万㎡

## 校訓
自強不息，止於至善（自ら強めて息まず、至善に止まる。）

## 校歌
作詞 鄭貞文 作曲 趙元任 
| 中国語             | 日本語                        |
| ------------------ | ----------------------------- |
| 自强！自强！       | 自強！自強！                  |
| 学海何洋洋！       | 学海 何ぞ洋々たる             |
| 谁欤操钥发其藏？   | 誰か鑰を操りて発せん 其の蔵を |
| 鹭江深且长，       | 鷺江 深く且つ長し             |
| 致吾知于无央。     | 吾が知を無央に致す            |
| 吁嗟乎！南方之强！ | 吁嗟乎！南方の強！            |
| 吁嗟乎！南方之强！ | 吁嗟乎！南方の強！            |
| 自强！自强！       | 自強！自強！                  |
| 人生何茫茫！       | 人生 何ぞ茫々たる             |
| 谁欤普渡驾慈航？   | 誰か普渡して駕せん 慈航を     |
| 鹭江深且长，       | 鷺江 深く且つ長し             |
| 充吾爱于无疆。     | 吾が愛を無疆に充つ            |
| 吁嗟乎！南方之强！ | 吁嗟乎！南方の強！            |
| 吁嗟乎！南方之强！ | 吁嗟乎！南方の強！            |

## 日本の協定校（部局間含）
- 北海道大学
- 東北大学
- 筑波大学
- 東京外国語大学
- 埼玉大学
- 名古屋大学
- 大阪大学
- 神戸大学
- 群馬大学
- 長崎県立大学
- 早稲田大学
- 上智大学
- 明治大学
- 法政大学
- 立教大学
- 中央大学
- 創価大学
- 大東文化大学
- 拓殖大学
- 神奈川大学
- 愛知大学
- 立命館大学
- 立命館アジア太平洋大学
- 関西大学
- 甲南大学
- 長崎外国語大学
- （株）東京経営システム研究所

## 大学関係者
教員
- 魯迅 - 文学部教授（1926-1927）、大学名を揮毫
- 林語堂 - 文学部学部長（1926-1927）
- 鄧萃英 - 初代学長（1920-1921）、元北京師範大学学長
- 林文慶 - 学長（1921-1937）、教育家
- 薩本棟 - 学長（1937-1945）、物理学者
- 汪徳耀 - 学長（1945-1949）、細胞生物学者
- 王亜南 - 学長（1950-1969）、経済学者
- 傅鷹 - 元教授、物理化学者
- 易中天 - 元人文学部教授

出身者
- 張高麗 - 国務院元副総理
- 何立峰 - 国務院副総理[3]
- 劉昆 - 財政部部長[4][5]
- 鄭柵潔 - 国家発展改革委員会主任[6]
- 裴金佳 - 退役軍人事務部部長[7]
- 許甘露 - 公安部副部長　国家移民管理局局長[8]
- 呉岩 - 教育部副部長[9]
- 朱之文 - 教育部元副部長
- 陳景潤 - 数学者
- 盧嘉錫 - 科学者、元中国科学院院長
- 謝希徳 - 物理学者、元復旦大学学長
- 余光中 - 詩人
- レイモンド・ラム - 香港の歌手、俳優
- 柯召 - 元四川大学学長、中国科学院院士、数学者
- 鄧従豪 - 元山東大学学長、中国科学院院士、物理化学者
- 曾呈奎 - 国際藻類学会元会長、中国科学院院士、物理化学者
- 曾融生 - 中国科学院院士、物理学者
- 劉再復 - 中国社会科学院文学研究所所長
- 闕端麟 - 中国科学院院士、浙江大学教授
- 陳宜瑜 - 中国科学院院士、生物学者
- 葛文勲 - 米CASE大学教授
- 朱伯舜 - ニュヨーク『china tribune』社社長
- 李景昀 - オクラホマ大学教授
- 呉伯雄 - バーミンガム大学教授
- 李小加 - JPM中国CEO
- 荘漢水 - フィリピンの実業家
- 邵建寅 - フィリピンの実業家
- 黄克立 - 香港の実業家

名誉職
- 楊振寧 - ノーベル物理学賞受賞者、名誉教授
- 李政道 - ノーベル物理学賞受賞者、名誉教授
- 李遠哲 - ノーベル化学賞受賞者、客員教授
- 連戦 - 元国民党主席、名誉博士
- 李敖 - 作家、評論家、終身教授